# Fahri Rashiti
Fahri Rashiti (Gilan, 1881. január 1. – ?, 1944) koszovói albán orvos, politikus, 1924-ben közel két hónapig Albánia oktatásügyi minisztere.
Nevének több változata is ismert: Fahri Rashidi, Fahri Gjilani és Fahri Gorani.

## Életútja
A koszovói Gilanban született (ma Gjilan). 1905-ben végzett a Konstantinápolyi Egyetem orvosi karán, ezt követően koszovói albán támogatóinak, Hasan Prishtinának, Isa Boletininek és Bajram Currinak köszönhetően Párizsban tanulhatott tovább, és sebészdoktori képesítést szerzett. Előbb egy konstantinápolyi klinikán helyezkedett el sebészként, de hat hónap elteltével elhagyta állását, és az elkövetkező szűk évtizedben Préveza, Ipek (Peja) és Prizren városaiban nyitott magánpraxist. 1914-ben Vilmos albán fejedelem hívására Durrësban kezdte meg az egészségügyi ellátóhálózat megszervezését, emellett Durrës és Kavaja környékének betegeit gyógyította. 1916-tól előbb Shkodrában volt orvos, majd 1922-ig a korçai kórházban folyó munkát irányította igazgatóként.
Ezt követően bekapcsolódott az ország politikai életébe, 1923-ban megválasztották az albán nemzetgyűlés képviselőjévé. 1923–1924 fordulóján Amet Zogu és Shefqet Vërlaci politikai ellenzékével tartott, tagja volt a Radikális Demokrata Pártnak. 1924. április 15-én Vërlaci politikai gesztusként meghívta kormányába, és az oktatásügyi tárca vezetését bízta rá. Rashiti a kabinet májusi feloszlását követően is helyén maradt, és május 30-ától június 10-éig Iliaz Vrioni kérészéletű kormányában vitte tovább az oktatásügyek irányítását. Rövid oktatáspolitikusi megbízatása során elsősorban a jó előmenetelű tanulók külföldi ösztöndíjrendszerének kidolgozásával foglalkozott.
Az 1924-es júniusi forradalom után visszavonult a politikai élettől. 1926-tól 1932-ig a vlorai kórház sebésze és igazgatója, a sebészeti osztály megszervezője, 1932-től 1934-ig pedig az Albán Vörös Kereszt elnöke volt.  Az 1940-es években egy szülészeti magánklinikán dolgozott tanácsadóként. 1944-ben halt meg hatvanhárom éves korában.